# Augustin Palme

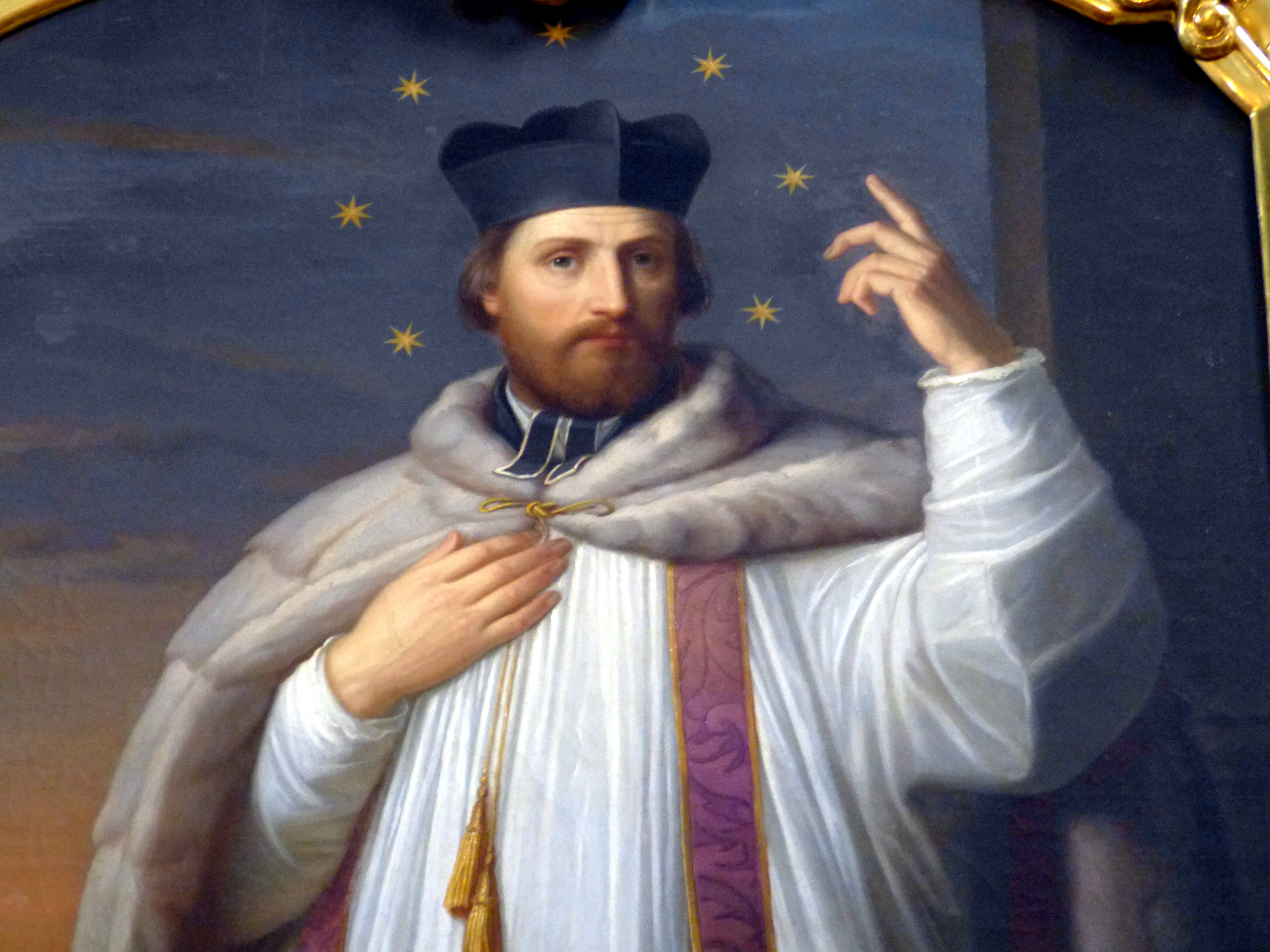
Altargemälde Johann Nepomuk (1854) Stift Schlägl

Augustin Palme (* 21. November 1808 in Rochlitz an der Iser; † 18. Oktober 1897 in München) war ein aus Böhmen stammender Historienmaler.

## Leben
Augustin Palme entstammte einer Bauernfamilie. Da seine künstlerische Begabung früh erkannt wurde und er nach einem entsprechenden Beruf strebte, kam er mit zwölf Jahren in die Lehre zu einem Porzellanmaler nach Gebhardsdorf in Schlesien und anschließend zu einem Meister im Altenburgischen. Nach einer Tätigkeit in Coburg gelang es ihm, ein Studium an der Dresdner Kunstakademie aufzunehmen. Am 22. Juni 1831 immatrikulierte er sich für das Fach Malerei an der Königlichen Akademie der Bildenden Künste in München. 1836 ermöglichten ihm vermögende Gönner einen Studienaufenthalt in Italien. Nach der Rückkehr nach München wurde er von Julius Schnorr von Carolsfeld an der Ausschmückung der Festsäle der Münchner Residenz beschäftigt, für die er u. a. eigenständig die Gemälde „Karl der Große im Zug gegen die Sachsen“ und „Der Reichstag zu Regensburg“ schuf. In seinem eigenen Atelier, in dem er später mehrere Mitarbeiter beschäftigte, schuf er zahlreiche religiöse Gemälde und Fresken. Palme war Mitglied im 1860 gegründeten Münchner Vereins für Christliche Kunst.

## Werke (Auswahl)
- Stift Schlägl in Oberösterreich: Hochaltarbild „Mariä Himmelfahrt“, Altargemälde „St. Norbert mit Ordensheiligen“ und weitere Gemälde
- Basilika Vierzehnheiligen in Oberfranken: Fresken zur Geschichte der Wallfahrtskirche
- Deidesheim, Pfarrkirche: Hochaltarbild „Christi Himmelfahrt“
- Saalfelden im Pinzgau: Hochaltarbild
- Böhmenkirch: Altargemälde